# 女巫塔 (萨尔嫩)
女巫塔 （Hexenturm）是瑞士上瓦尔登州萨尔嫩的一座石塔。它是瑞士国家文化财产。 在 17 世纪，它被用作囚禁女巫嫌疑人的监狱。今天，上瓦尔登州档案馆设于此处。
该塔建于 1285/1286 年左右（根据树轮年代学确定），属于尼克劳斯·凯尔纳、海因里希·凯尔纳兄弟建造的萨尔嫩城堡的一部分。 1308 年凯尔纳家族被驱逐。 到 15 世纪，这座塔成为了上瓦尔登州的监狱。在 17 世纪的猎巫期间，这座塔被用来关押被指控的女巫，因此得名。18世纪，塔顶的牢房被拆除，塔周围的防御工事逐渐年久失修，在 19 世纪拆除。 今天，州档案馆设于塔内。 